# Marisol Fernández Barrero
Marisol Fernández Barrero (Burgos, 1960 - 10 de febrer de 2021) fou una activista social, ecologista, sindicalista, programadora i política balear.
Activista social, fundadora de l'associació veïnal de Canamunt, va ser una històrica de l'esquerra ecologista mallorquina, que va arribar a ser regidora d'EU-Verds a l'Ajuntament de Palma entre els anys 2003 i 2007, i impulsora de Més per Palma, a més de representant sindical de CCOO a la Junta de Personal de l'Ajuntament palmesà, on era funcionària.
A l'Ajuntament de Palma, també fou coordinadora de Serveis Socials, pel Bloc per Mallorca, juntament amb Eberhard Grosske Fiol com a regidor de l'àrea. El 2011, ocupà el segon lloc, després d'Antoni Verger, en la coalició PSM-Entesa i IniciativaVerds, amb Antoni Noguera Ortega com a número tres. El 2013, va renunciar per motius personals i va ser substituïda per Neus Truyol Caimari. Com a activista social, va ser presidenta i fundadora de l'Associació de Veïns Canamunt-Ciutat Antiga, zona en la qual residia des dels anys 80, i secretària de la Federació d'Associacions de Veïns de Palma. Al marge de la seva carrera política, Marisol Fernández era funcionària de l'Ajuntament de Palma, on va obtenir una plaça d'auxiliar administrativa. Anys després, va sol·licitar una excedència i va començar a treballar a l'Institut Municipal d'Innovació (IMI), com a programadora.